# Зеленец (Коми)
Зеленец — село в Сыктывдинском районе Республике Коми Российской Федерации. Административный центр сельского поселения Зеленец (в 1922—2006 годах Зеленецкий сельсовет, в 1917—1922 — Богоявленский сельсовет).
До упразднения уездно-губернского деления волостной центр Зеленецкой волости (с конца XIX века до 1922 года — Богоявленская волость).

## Название
Первое название было Шордоръяг (возле лесной речки). Слово «грезд» употреблялось в смысле деревни или починка. Так были названы деревни, прилегающие к селу Зеленец: Ванегрезд, Любимгрезд, Пыдыгрезд, которые сохранили своё название до настоящего времени.

## География
Село расположено на левом берегу реки Вычегда примерно в 25 км к северу от центра Сыктывкара.

## История
Впервые упоминается в писцовой книге в 1586 году. Первое поселение Зеленец находилось на правом берегу Вычегды. По археологическим данным оно датируется IX веком. Это был не укрепленный поселок общей площадью 3 тысячи м². Вся найденная в ходе раскопок утварь отнесена к ванвиздинской культуре и хранится в фондах музея этнографии и археологии Сыктывкарского университета. Переселение на левый берег Вычегды произошло по причине постоянного затопления правобережья.
В 1586 году в писцовой книге официально перечислены все крупные села в окружении мелких деревень. Среди них — погост Усть-Сысола с 17 деревнями и поселениями (Зеленец, Парчег, Пезмог и др.)
Зеленец входил в состав Вычегодской волости Сольвычегодского уезда. По данным 1646 года в Зеленце проживало всего 38 крестьян, а в 1678 году — 42 крестьянина.
После реформы Екатерины II 1775 года о введении местного самоуправления село Зеленец стало центром Богоявленской волости Усть-Сысольского уезда. В составе Богоявленской волости упоминаются новые поселения : Койтыбож(1707 г.), Бела озера, Кряж, Чукачой (1747—1784 гг.).
В XIX веке из-за укрупнения волостей образовалось Богоявленское общество с центром в селе Богоявленск (Зеленец). По данным переписи в обществе проживало: в 1811 г. — 607 чел., в 1834 г. — 1458 чел., в 1850 г. — 2231 чел.(1047 муж. и 1184 жен.). За 40 лет население общества выросло в 3,6 раза. С конца XIX века до 1917 года существовала Богоявленская волость со следующими поселениями: погост Богоявленский, деревни Койтыбожская, Чукачойская, Парчегская, Белозерская, Кряжская.
21 августа 1917 г. образован Богоявленский совет крестьянских депутатов.
2 мая 1922 года Богоявленская волость переименована в Зеленецкую в составе Усть-Сысольского уезда.
1929 год — Зеленецкий сельсовет вошёл в состав Сыктывдинского района.
В 2006 году сельсовет стал сельским поселением Зеленец.

## Население
| 1646 | 1678 | 2002  | 2010  | 2021  |
| ---- | ---- | ----- | ----- | ----- |
| 38   | ↗42  | ↗3198 | ↘2943 | ↘2844 |

## Люди, связанные с селом
- Игнатов, Василий Георгиевич (1922—1998) — советский график, художник театра, мультипликатор, иллюстратор.
- Лыюров, Александр Алексеевич (А. Зеленцов; 1923—1990) — коми писатель.

## Инфраструктура
- Библиотека имени А. А. Лыюрова, коми писателя. Имя присвоено 26 сентября 2014 года[4].
- На территории сельского поселения работает ряд предприятий в пищевой сфере «Птицефабрика Зеленецкая», ГУП «Зеленец» — свиноводство и ООО «Сигма» — изготовление хлебобулочный изделий.

## Русская православная церковь
- В 1830 году в Богоявленске была деревянная церковь, построенная по благословению святого Патриарха Московского Иосифа, о чём говорилось в Благословляющей грамоте, данной Высокоприосвещенством Александром I и архитектором Великоустюжским и Тотемским.
- В 1840 году появилась каменная церковь Богоявления Господня. При церкви находились часовни в каждой деревне: в Верхнем Парчеге — Рождества Пресвятой Богородицы (год постройки 1885), в д. Пешкапиян — во имя Святого Великомученика Пантелеймона (1908 г.), в Нижнем Парчеге было 2 часовни — во имя Святого Архистратига и прочих Небесных Бесплотных сил (1886 г.), часовня во имя Живоначальной Троицы, в деревне Чукачой — часовня Рождества Пресвятой Богородицы, в деревне Н. Койтыбож — часовня во имя Святого Прокопия и Иоанна Устюжских Чудотворцев (1889 г.), в деревне Белозерская — часовня Преображения Господня (1870 г.).

Однако церковь и часовни утратили свою значимость в 30-е годы XX столетия, и от прежних зданий остались только 2 строения.
- Храм в честь Святого Богоявления[5]

## Транспорт
Автобусное сообщение с райцентром. Остановка общественного транспорта «Зеленец».